# Râul Coza
Râul Coza este un curs de apă, afluent de dreapta al râului Putna. Punctul de vărsare se află în raza satului Coza. 
Lungimea sa este de 14 km (8,7 mile) și dimensiunea bazinului său este de 48 km pătrați (19 mile pătrate). 

## Hărți
- Harta Munții Vrancea  Arhivat în 9 iunie 2008, la Wayback Machine.
- Ovidiu Gabor - Economic Mechanism in Water Management  Arhivat în 5 martie 2009, la Wayback Machine.